# Syconycteris australis
Syconycteris australis là một loài động vật có vú trong họ Dơi quạ, bộ Dơi. Loài này được Peters mô tả năm 1867.
Loài dơi này chủ yếu vào mật hoa và phấn hoa chứ không phải trái cây. Đây là một trong tám loài thuộc họ Pterepadidae trên lục địa Úc. Đây là một trong những loài dơi quạ nhỏ nhất. Chúng chỉ nặng 17,5-21 g. Từ đầu đến đuôi, chúng dài 60 mm.

## Môi trường sống và phạm vi
Chúng được tìm thấy trong các đảo Maluku, Salawati, Biak, Yapen, New Guinea, các đảo Aru, bán đảo Bismarck, đảo Manus, các đảo D'Entrecasteaux, bán đảo Louisiade, New South Wales, Australia, và đông Queensland, Australia. Phạm vi phân bố từ 0–3.000 m (0–9.843 ft) trên mực nước biển.
Chúng được tìm thấy ở vùng cao rừng mưa nhiệt đới và rừng mưa nhiệt đới Littoral ở New South Wales.